# Dimitri Scarlato
Dimitri Scarlato (Roma, 21 aprile 1977) è un compositore, direttore d'orchestra e arrangiatore italiano.

## Studi e formazione
Si è diplomato in Composizione, Direzione d'orchestra e Lettura della partitura nel 2004 presso il Conservatorio di Santa Cecilia di Roma, studiando al contempo privatamente pianoforte jazz e pianoforte classico. Nel 2004 ha conseguito un master in composizione presso la Guildhall School of Music & Drama a Londra. Nel 2014, ha conseguito un dottorato in composizione presso il Royal College of Music.

## Composizioni per il cinema e il teatro
Nel 2003 ha composto le musiche per Edith Piaf - l'hymne à l'amour, musical diretto da Carlo Lizzani, che è stato rappresentato in diversi teatri italiani, tra cui il Teatro Regio di Parma e il Teatro Argentina di Roma.
 Nel 2007 ha lavorato alla pre-produzione musicale del film Sweeney Todd diretto da Tim Burton.
Nel 2009 ha composto musiche per il cortometraggio The City in the Sky di Giacomo Cimini e composto e diretto la colonna sonora del lungometraggio Per Sofia, di Ilaria Paganelli.
Nel 2015 ha preparato Michael Caine per le scene musicali e di direzione d’orchestra del film Youth. La giovinezza di Paolo Sorrentino (2015), seguendo l’attore anche sul set.
Nel 2015 ha partecipato con alcune sue musiche alla colonna sonora del documentario Revelstoke. Un bacio nel vento, diretto da Nicola Moruzzi.
Nel 2019 ha composto la colonna sonora de Il talento del calabrone di Giacomo Cimini, con Sergio Castellitto e Anna Foglietta.
Nel 2024 è autore della colonna sonora del film per la televisione Folle d'amore - Alda Merini di Roberto Faenza, sulla vita della poetessa Alda Merini.
Attualmente è Area Leader in Composition for Screen presso il Royal College of Music a Londra.

## Musica classica contemporanea e opere liriche
La sua musica è stata eseguita in vari teatri e sale da concerto europee, tra cui la Barbican Hall e la Cadogan Hall di Londra, il Teatro Olimpico di Roma e il Teatro La Fenice di Venezia.
Nel 2013 ha composto le due opere Fadwa, sulla violenza di genere, e nel 2015 La tregua di Natale, che sono state prodotte e messe in scena dall'Accademia Filarmonica Romana e da Nuova Consonanza.
Nel 2018 ha composto In Limbo, commissionato dall'International Spring Orchestra Festival di Malta e dedicato al tema della Brexit.
Nel 2018 ha diretto il concerto di chiusura del 12° International Spring Orchestra Festival al Teatro Manoel, a La Valletta (Malta), con un programma che comprendeva Bartok, Lutoslawski e due prime esecuzioni assolute.
Ha anche diretto il concerto di chiusura della 14ª edizione nel 2022, con un programma che includeva Xenakis, Gubaidulina, Mahler e due prime esecuzioni assolute.

## Riconoscimenti e premi
Nel 2015 ha vinto il 3º Concorso di Composizione all'International Spring Orchestra Festival di Malta. Nel 2020 ha ricevuto il secondo premio al festival Opera Harmony con la mini-opera A Life Reset.
Nel 2021 ha ricevuto il premio per la migliore musica originale per il film Intolerance, diretto da Giuliano Giacomelli e Lorenzo Giovenga, al Festival Inventa un film.

## Album
Nel 2019 ha pubblicato l'album Colours, in cui ogni traccia è dedicata a un diverso colore.
Le composizioni sono accompagnate nelle performance dal vivo da poesie di Laura-Jane Foley. Colours è stato sviluppato in stretta collaborazione con i musicisti Agnieszka Teodorowska (violoncello) e Yuriy Chubarenko (fisarmonica).